# Rachilde
Rachilde, pseudònim de Marguerite Vallette-Eymery (Lo Chasteu de Perigòrd, 11 de febrer de 1860 - París, 4 d'abril de 1953) escriptora i editora de premsa francesa nascuda durant el Segon Imperi francès.
Sobrenomenada «Mademoiselle Baudelaire» per Maurice Barres i esmentada com una distingida pornògrafa per Jules Barbey d'Aurevilly, Rachilde és una de les figures literàries més complexes sorgides en un punt crític entre els segles XIX i XX. Les seves obres de ficció més famoses inclouen les novel·les Monsieur Vénus/Mister Venus (1884), La Jongleuse/El Malabarista (1900, rev. 1925), i un assaig anomenat Pourquoi je ne suis pas féministe/ Per què jo no sóc feminista (1928) en el qual realitza una reconeguda declaració: «Mai vaig tenir confiança en les dones des que la feminitat inalterable em va trair en l'àmbit de la maternitat».
Des del punt de vista estrictament literari  Marguerite Eymery va escriure ficció, drama, poesia, memòries i crítica literària, però va transgredir les convencions dels diferents gèneres per mitjà d'una escriptura híbrida i subversiva. Bisexual, irreverent i independent, les seves targetes de presentació expressaven: «Rachilde – Home de Lletres».
Segons Petra Dierkes-Thrun, del Departament de Literatura Comparada de Stamford, va tenir un paper que va passar inadvertit, en conformar el llegat d'Oscar Wilde. L'Oscar Wilde que avui coneixem no existiria sense Rachilde. En un moment en què Wilde era poc més que un cop d'efecte, una frase aguda, Rachilde va escriure articles defensant l'amor homosexual, va revisar el treball de Wilde i va encarregar traduccions noves de les seves novel·les i els seus guions de teatre. Sense Rachilde, que va afavorir un dels primers salons literaris avantguardistes de la ciutat i va editar una de les revistes literàries més influents d'Europa, el Mercure de France, segons Dierkes-Thrun, el llegat de Wilde seria molt diferent.
Caracteritzada per l'escàndol en la seva joventut, demonitzada pels moralistes així com per les feministes primerenques, el seu treball ignorat o oblidat en els anys després de la seva mort, Rachilde es desplaça equilibradament entre la decadència i el modernisme literari, i entre una virulenta misogínia i una creença profunda i fortament arrelada en el seu valor femení propi.

## Primers anys
Marguerite Eymery va néixer al febrer de 1860, filla única del llargament infeliç matrimoni dels seus progenitors. Voraç lectora a una edat primerenca, la falta de supervisió dels seus pares li va permetre l'accés a la biblioteca del seu avi, col·lecció que en aquesta època hauria estat considerada no apta per al consum d'una nena jove. La Juvenilia que allí es trobava li va mostrar com ser una àvida escriptora des dels dotze, va mantenir un quadern d'estil i va publicar els seus primers contes en un periòdic local. Aquests mostren una preocupació per la identitat sexual i qüestionen els esquemes de gènere existents, temes que prevalen en els seus treballs de la maduresa. No havent-ne fet encara setze va començar a escriure peces de ficció i assajos per a la premsa local usant el pseudònim ‘Rachilde'. Va triar aquest nom pel d'un home suec amb qui ella deia que havia contactat de manera sobrenatural, presumptament un ardit per a fer pensar a la seva mare que no era en realitat ella responsable per l'escandalosa literatura que havia escrit.

## Vida adulta i trasllat a París
El 1878 va marxar a París contra la voluntat del seu pare però acompanyada per la seva mare. 1880 era una època daurada per a la literatura a París a causa dels creixents nivells d'alfabetització general i els avanços en la tecnologia d'impressió, que es van combinar per a crear un ambient en el qual hi havia lloc per a més de 50 periòdics i gran quantitat de petits diaris.

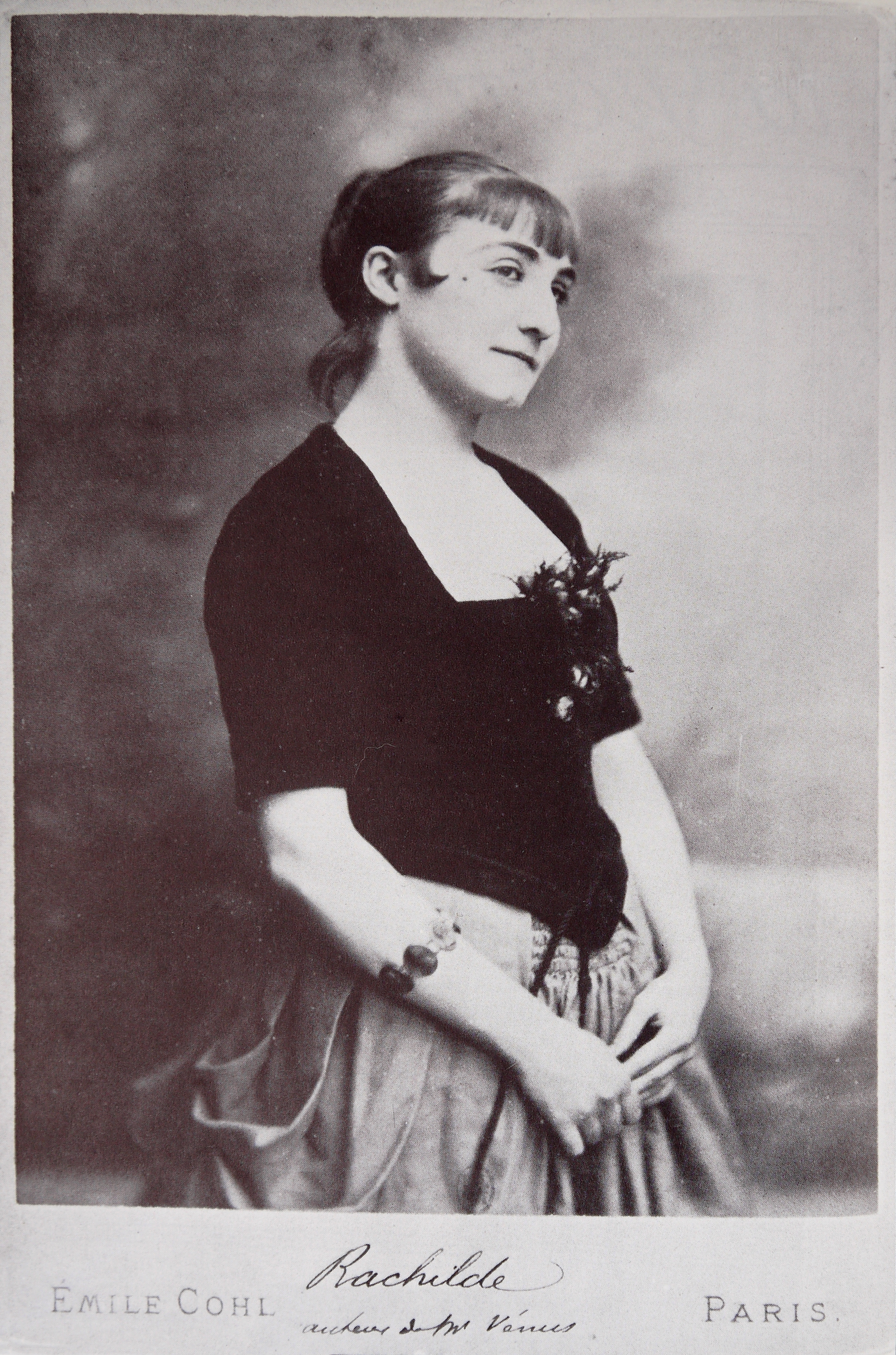
Una fotografia de Rachilde, entorn de 1890, d'Émile Cohl

Rachilde i el seu marit, Alfred Vallette, van fundar i treballar en el Mercure de France, on van aparèixer les seves primeres ressenyes i assajos. Mudar-se a París també va permetre a Rachilde, per primera vegada, formar part d'un grup d'artistes els interessos dels quals es corresponien amb els seus. La seva primera novel·la, Monsieur de la Nouveauté, es va publicar el 1880 amb una introducció d'Arsène Houssaye, i anà seguida poc després pel desenvolupament d'un cercle literari d'escriptors  decadents i simbolistes. Dins d'aquest cercle, Rachilde es va veure a si mateixa com a home llop: iconoclasta, ignorant de les intranscendents preocupacions burgeses, menyspreadora de la “massa idiotitzada" (Face à la peur, 1942).
Encara que Rachilde va estar casada, la seva experiència no va ser la típica d'una dona heterosexual. Rachilde era coneguda per vestir roba d'home, fins i tot transgredint de manera directa la llei francesa. A més, Rachilde va tenir almenys una relació amb una dona, prèviament al seu matrimoni.
El 1884, encarant la misèria, Rachilde va escriure i publicar Monsieur Venus, la història d'una dona noble travestida que pren com a amant un florista indigent, però que canvia les seves característiques masculines lentament en les d'una dona. La conclusió de la història, en la qual simultàniament el gènere i les distincions entre humà i no-humà es confonen, roman en extrem pertorbadora i gairebé premonitòria en relació amb els debats recents sobre la personificació física. Aquesta obra va ser avançada al seu temps quant a la temàtica feminista. També reflectia la seva vida personal en el sentit que ella mateixa era coneguda per vestir roba d'home.

## Simbolisme i Decadència
El moviment artístic simbolista i decadent van ser expressions d'estil que van tenir lloc entre finals del segle segle xix i principis del segle xx. Són descrits com a part del moviment artístic avantguardista, més ampli. El simbolisme s'enfoca en l'ús de personatges, recursos i esdeveniments no per a impulsar la trama sinó per a expressar idees complexes, fa servir experiències sensorials per a explicar el que no pot ser comunicat a través de paraules. Sovint involucra records, somnis o esdeveniments sobrenaturals o espirituals. Sorgeix com a resposta al moviment artístic naturalista que havia dominat el món de l'art a Europa a finals del segle xix. Qüestiona els conceptes de realitat, veritat i normalitat que havien estat els acceptats en l'art naturalista. L'art decadent va estar enfocat a exaltar totes les formes d'experiència sensual. Utilitzant el dolor extrem i la misèria amb un to de romanticisme. El decadentisme, juntament amb el moviment artístic del simbolisme, van significar una oposició al corrent de pensament i la societat establerta.
Rachilde i el seu marit, Alfred Vallette, eren algunes de les persones més influents en la comunitat simbolista i decadent de París. A més de fundar el Mercure de France van crear una companyia editorial per a joves talents. Rachilde i el seu marit oficiaven d'amfitrions en les reunions conegudes com a "salons" cada tarda de dimarts, a les quals els joves artistes podien assistir i conèixer als escriptors consagrats. Això va ajudar a llançar les carreres de molts escriptors notables. Hi assistien no només el cercle íntim d'escriptors simbolistes, sinó també  figures contraculturals notables com Alfred Jarry, el dramaturg responsable de l'obra mestra avantguardista Ubu Roi –Rachilde també va col·laborar per a establir el Theatre de I'Ouvre i el Theatre d'Art i va escriure ressenyes de les produccions en la seva revista–, Oscar Wilde, que en part es va sentir inspirat pel llibre Monsieur Vénus, de Rachilde, Toulouse-Lautrec, Gauguin o  Maurice Ravel, entre d'altres.
Rachilde també va escriure diversos obres notables dins del corrent del simbolisme. El més reconegut i important dels seus escrits va ser una obra d'un sol acte anomenada L'Araignée de Cristall /L'Aranya de Cristall que es va estrenar el 1892. Aquesta representació mostra una mare i el seu fill, terroritzats, parlant d'un mirall trencat. La peça és famosa per l'ús que fa de les funcions de gènere i el simbolisme del mirall. En aquesta, el mirall no solament reflecteix la persona davant d'ell i el que l'envolta, també hi crea un abisme insondable.

## Obres
Els seus treballs més significatius són:
- 1880, Monsieur de la Nouveauté
- 1884, Monsieur Vénus
- 1885, Queue de poisson
- 1885, Nono
- 1886, A mort
- 1887, La Marquise de Sade
- 1888, Madame Adonis
- 1890, La Voix du Sang
- 1891, Madame la Mort
- 1892, L'Araignée de Cristall
- 1893, L'animale
- 1896, La Princesse des ténèbres
- 1899, La tour d'amour
- 1900, La Jongleuse
- 1934, Mon étrange plaisir